# Arreforión

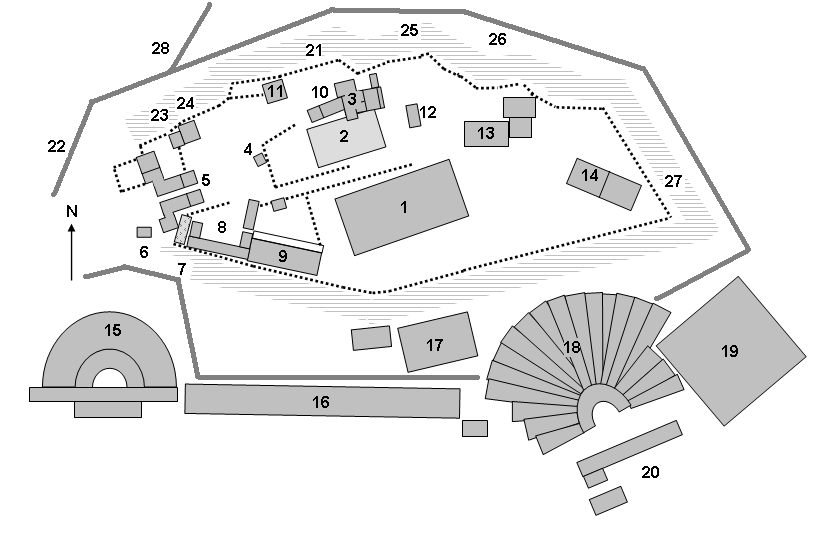
Plano de la Acrópolis de Atenas: el Arreforión es el número 11.

El Arreforión era un edificio situado en la parte norte de la Acrópolis de Atenas, junto a la muralla de Pericles. Constituía el lugar donde las arréforas, varias jóvenes atenienses de familias nobles (dos según Pausanias y cuatro según Harpocración), recibían preparación para la elaboración del peplo utilizado en las procesiones de las Panateneas. Estas muchachas realizaban un ritual en el que llevaban, en una procesión nocturna, misteriosos objetos sagrados hasta un templo de Afrodita y Eros que estaba situado en la ladera norte de la Acrópolis.

## Historia
Fue identificado en el año 1920 por el arquitecto alemán Wilhelm Dörpfeld. Su construcción data del año 470 a. C.

## Descripción
El edificio tenía una planta cuadrada de 12 m de lado. Constaba de una sala única de 8,50 m x 4,50 m, un pórtico de 4 m de longitud y un patio. Una salida posterior del patio conectaba, mediante una escalera y a través de unos pasos subterráneos, con el santuario de Afrodita y Eros, en la parte baja de la roca de la Acrópolis. En el centro de su lado largo había un acceso por el que se entraba a una stoa de 4 m de ancho. Según cuenta Plutarco, en la casa de las arréforas había un lugar donde se practicada el juego de pelota, junto al que había una estatua de bronce ecuestre de Afareo niño.